# Cryptonanus agricolai
Cryptonanus agricolai (Portugees: Cuíca-pequena) is een opossum uit het geslacht Cryptonanus die voorkomt in de caatinga en cerrado van de Braziliaanse staten Ceará, Goiás en Minas Gerais. Voor Voss et al.'s (2005) beschrijving van Cryptonanus werd C. agricolai meestal als een synoniem van Gracilinanus emiliae beschouwd.
De meeste exemplaren van deze soort hebben een witachtige buikvacht (op één exemplaar met een grijsachtige buikvacht na) en kleine kiezen. C. agricolai heeft 14 chromosomen en een FN van 24.